# Volodymyr Rybin
Volodymyr Ivanovych Rybin (em ucraniano:  Володимир Іванович Рибін; Kreminna, 14 de setembro de 1980) é um ciclista profissional ucraniano. Rybin representou sua nação nos Jogos Olímpicos de Verão de 2004 e 2008.